# Saint-Léger-lès-Melle
Saint-Léger-lès-Melle era una comuna francesa, que estaba situada en el departamento de Deux-Sèvres, de la región de Nueva Aquitania, que el uno de enero de 1973 fue suprimida al fusionarse con la comuna de L'Enclave-de-la-Martinière, formando la comuna de Saint-Léger-de-la-Martinière.

## Demografía
| Gráfica de evolución demográfica de Saint-Léger-lès-Melle entre 1800 y 1968 |
|                                                                             |

Los datos demográficos contemplados en este gráfico de la comuna de Saint-Léger-lès-Melle se han cogido de 1800 a 1968 de la página francesa EHESS/Cassini.